# 舍曼 (康乃狄克州)
舍曼（英語：Sherman）是一個位於美國康乃狄克州費爾菲爾德縣的城鎮。

## 地理
舍曼的座標為41°35′00″N 73°30′00″W / 41.58333°N 73.50000°W，而該地的平均海拔高度為201米（即659英尺）。

## 人口
根據2010年美國人口普查的數據，舍曼的面積為60.60平方千米，當中陸地面積為56.60平方千米，而水域面積為4.00平方千米。當地共有人口3581人，而人口密度為每平方千米59人。